# Wiek Hijmans
Wiek Hijmans (* 1967) ist ein niederländischer Elektrogitarrist und Komponist, der von den Stilrichtungen Jazz und Rock beeinflusst ist. Er gilt zudem als einer der Pioniere, der die Elektrogitarre in zeitgenössisch klassischer Musik verwendet.
Hijmans spielt seit dem elften Lebensjahr Gitarre. Er erwarb 1991 das Diplom als ausführender Musiker am Sweelinck Conservatorium in Amsterdam. 1997 erhielt er das Professional Studies Certificate der Manhattan School of Music in New York, wo er bei David Starobin studierte. Im gleichen Jahr wurde er für sein "außergewöhnliches Gitarrespiel" mit dem Andres Segovia Award ausgezeichnet. Ein Fulbright-Stipendium ermöglichte ihm die weitere Vervollkommnung seiner Ausbildung.
Hijmans ist Mitglied des Maarten Altena Ensemble und Co-Leader des amerikanisch-niederländischen Ensembles TONK. Er arbeitete als Sideman u. a. mit improvisierenden Musikern wie John Zorn, Derek Bermel, Anthony Braxton, Ernst Reijseger, Peter van Bergen, Roscoe Mitchell, Nick Didkovsky, Oene van Geel und Peter Kowald und trat mit der Violinistin Anna McMichael, dem Orkest De Volharding und mit klassischen Klangkörpern wie dem Brooklyn Philharmonic Orchestra, der Nieuw Sinfoniëtta Amsterdam, der Ebony Band und dem Mondrian String Quartet auf. 2002 veröffentlichte er das Soloalbum Electric Solo, dem 2004 das Album Classic Electric folgte. Er erhielt mehrere Kompositionsaufträge des Niederländischen Fonds voor de Scheppende Toonkunst. 

## Diskographie
- Maarten Altena Ensemble und Remco Campe: City Music, 1991
- Luc Houtkamp: Duo Recordings, 1992
- Butch Morris: Conduction 31/35/36, 1993
- Butch Morris: Testament: A Conduction Collection, 1995
- Maarten Altena Ensemble: Muziekpraktijk/Music + Practice, 1996
- Paul Termos, Wiek Hijmans: Paul Termos Sessions, Vol. 2, 2001
- Electric Solo, Soloalbum, 2002
- Maarten Altena Ensemble: Generations, 2002
- Classic Electric, Soloalbum, 2002
- Roomtone: Gloom In Major, 2004
- Robert Ashley: Tap Dancing In The Sand, 2004
- "One Hour", Soloalbum, 2012